# 2016 Heinemann
2016 Heinemann (1938 SE) là một tiểu hành tinh vành đai chính được phát hiện ngày 18 tháng 9 năm 1938 bởi Bohrmann, A. ở Heidelberg.